# Ще танцуваме ли
„Ще танцуваме ли“, пуснат през 1937 година, е седмият от музикалните комедии на Фред Астер и Джинджър Роджърс. Идеята за филма произхожда от желанието на студиото да се експлоатира успешната формула по идея на Ричард Роджърс и Лоренц Харт с техния бродуейския хит от 1936 г. On Your Toes. Мюзикъла включва един американски танцьор, в който се забърква с обиколка от компанията за Руския балет. При голям преврат за RKO, Пандро Берман успява да привлече семейство Гершуин – Джордж Гершуин, който пише симфоничното подчертаване, и Ира Гершуин, песните – да отбележи това, техният втори Холивудски мюзикъл, след Delicious през 1931 година.

## В ролите
| Изпълнител           | Роля                     |
| -------------------- | ------------------------ |
| Фред Астер           | Питър П. „Петров“ Питърс |
| Джинджър Роджърс     | Линда Кийн               |
| Едуард Еверет Хортън | Джефри Баирд             |
| Ерик Блор            | Сесил Флинтридж          |
| Джеръми Коуан        | Артър Милър              |
| Кети Калиган         | Лейди Денис Тарингтън    |
| Уилям Брисбейн       | Джим Монтгомъри          |